# 書家

『蘭亭序』（部分）
神龍半印本 王羲之

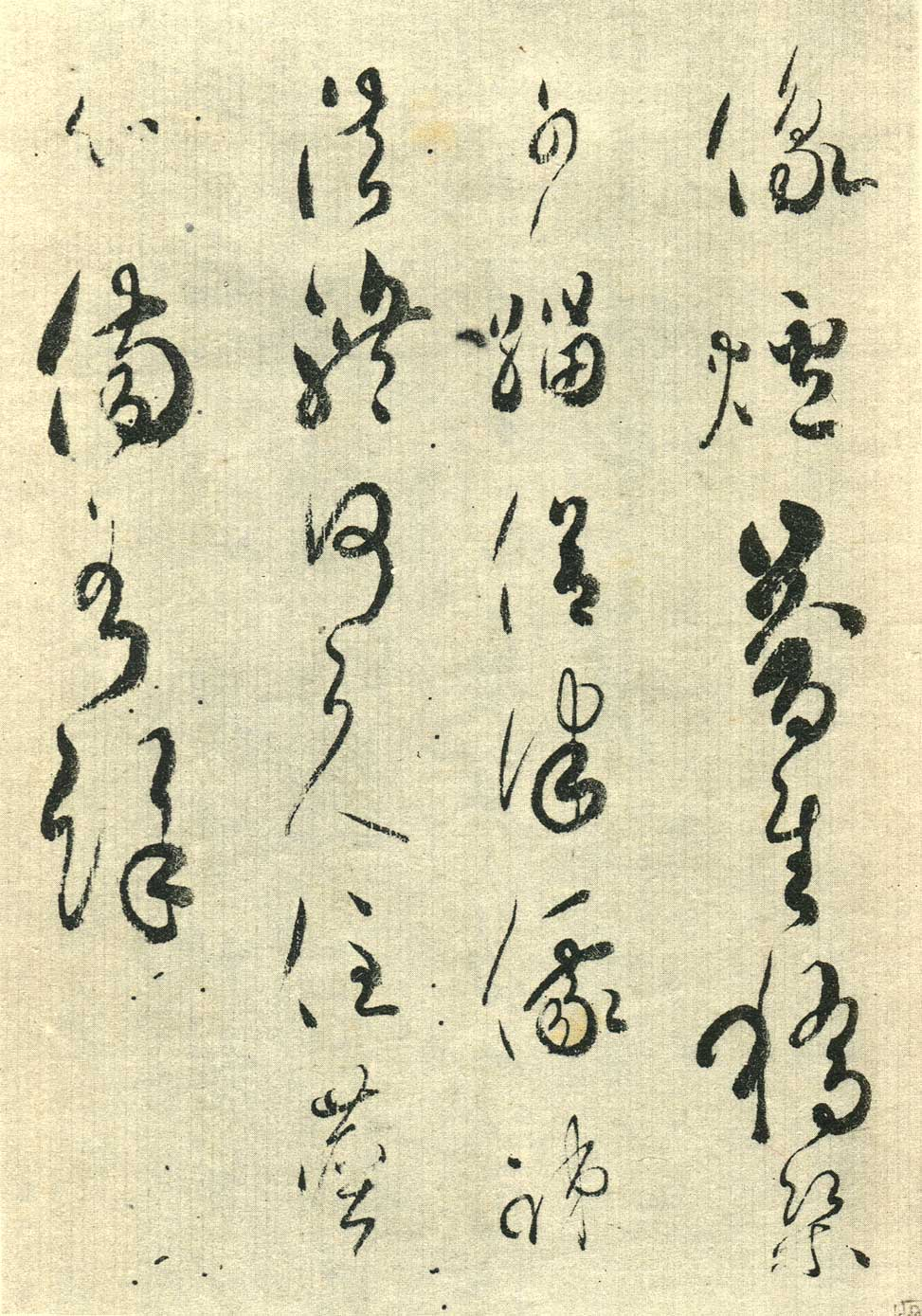
『哭澄上人詩』（部分）
嵯峨天皇宸筆

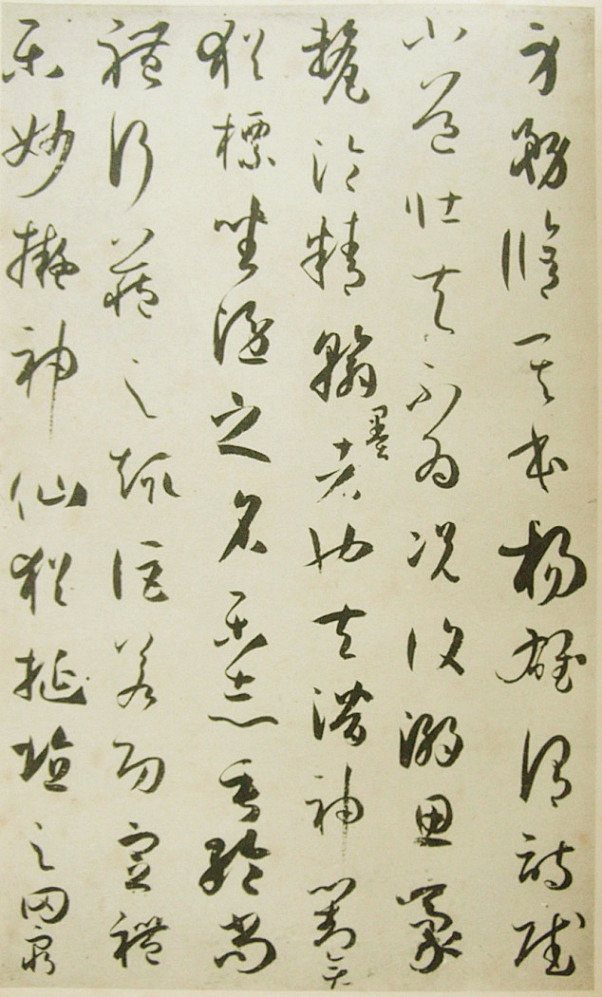
『書譜』（部分）
孫過庭書

書家（しょか）は、書における高度な技術と教養を持った専門家のこと。日本では書人ともいい、近年、異称であるが書道家ともいわれるようになった。中国語では、書法家（繁体字）という。独自の感性で墨文字アート、墨象画を手掛けている書き手は、書家とは異なる。

## 書家の異称
能書・能筆
一般的には、字を書くことが上手なこと、また、その人のことをいう。優れた書作品の意として使われることもある。日本で書法の教授を職業とする「書家」が現れたのは江戸時代中期以降とされているが、それまでの書家が存在しない時代、書の上手な人を手師・能書・手書きと称した。『万葉集』の中で「羲之」や「大王」を「テシ」（手師）と読ませ、王羲之を能書の代名詞としていた。今でも歴史上の書人を能書・能筆と称している。
能書家・能筆家
能書・能筆と同様に使われるが、近現代の書家に対しても、多くの書家からその能書たることを認められている場合に使われる。いわゆる書の名人、書道界の大御所である。中国語では書法大師・書法大家という。
文人書家
篆刻家を兼ねる書家は日本でも中国でも古今に例が多いが、中国では多芸を重んじる傾向が強く、特に、書・篆刻・画・詩を能くして四絶と称賛され、文人書家とも称される。中国の呉昌碩がその代表であり、最後の文人である。
書道家
古典作品に根ざした書を用い、いわゆる書壇や書流に属すものを書家というのに対し、書道を用いたパフォーマンス等の活動を専らにする者を書道家と呼ぶ。書家は書、すなわち古典に根ざした内面的な美意識を要諦とするのに対して、書道家は書道、すなわち西洋的な芸術の解釈から広範な活動が許されることを以て行うものである。書は、文字性、構造性、言語性が必須要素であり、あくまで文字としての要素を残すことにあるため、誤字や形の間違い、歴史的な仮名遣いなどの誤りに厳しいため、研究が非常に重視され、老いるほどにその練達が磨かれる老成芸術とも呼ばれる。しかし書道においては、西洋芸術の許容度の広い解釈によって、これらの書の必須要素をほぼ無視してよいという解釈がされ、手軽に楽しめる利点がある。古くから独立系、前衛系の書家を中心に大字書、一字書と呼ばれるジャンルなどで現在のパフォーマンスに近いものは行われていたが、近年のインターネットの発達により活動の環境が整えられ、書道家は増加の傾向にある。
デザイン書家
古典作品に基づき、それを継承していく芸術表現としての書とは異なり、正しい字形や筆法などを意識することなく、自由で独創的な表現、広告的観点による訴求性を重視した表現を行っている書家。このような作品分野は、デザイン書道、デジタル書道、アート書道、商業書道などと呼ばれている。

## 日本の書家
日本を代表する書家
平安時代、空海・橘逸勢・嵯峨天皇の三筆をはじめ、名家が輩出し、名筆が遺存した。また、かなが出現し、かなと漢字との調和が日本書道の大きな課題として提示され、これに応じて和様書道が完成された。その完成者は、小野道風である。道風の後、藤原佐理・藤原行成と、いわゆる三跡が相継ぎ、黄金時代を現出した。
内閣府大臣官房人事課には報道で披露される元号や官記などの揮毫を専門とする辞令専門官（官邸書家）がおり、公務員ではあるが一般の試験採用ではなく書家が任命されている。
書家一覧
- 飛鳥時代から江戸時代

- 明治時代から現代

## 中国の書家
中国を代表する書家
書の名家は、後漢の張芝、魏の鍾繇、東晋の王羲之・王献之である。王羲之は、「多くの名書の中で、鍾繇と張芝は群を抜いてよい。その他は観るに足りない。」という。そして、鍾繇と張芝が歿して、羲之と献之がこれを継ぐことになる。羲之はまた、「わが書を鍾繇と張芝に比べると、鍾繇には拮抗する。しかし、張芝の草書は、いまなお雁行する。」といっている。鍾繇の楷書、張芝の草書を王羲之のそれと比較した場合、羲之の各々の書体は鍾繇・張芝に勝っていないが、羲之は各書体に通じているという点で卓越している。王献之の筆跡は、羲之の書法をほぼ伝承していると思われるが、そうでない面も色々な逸話が物語っており、献之が羲之に及ばないのは疑いない。
書家一覧